# Górka (Czubrowice)
Górka – część wsi Czubrowice w Polsce, położona w województwie małopolskim, w powiecie krakowskim, w gminie Jerzmanowice-Przeginia.
W latach 1975–1998 Górka administracyjnie należała do województwa krakowskiego.